# Rozwój Katowice
Maillots
Dernière mise à jour : 21 mars 2016.
Le Rozwój Katowice est un club polonais de football professionnel fondé le 27 novembre 1925 et basé à Katowice, dans la voïvodie de Silésie. Il reçoit ses adversaires au stade du Rozwój Katowice, enceinte pouvant accueillir jusqu'à 2 472 personnes.
Pourtant créé quarante ans plus tôt, le Rozwój évolue dans l'ombre du GKS Katowice, quatre fois vice-champion de Pologne, vainqueur à trois reprises de la Coupe de Pologne et douze fois engagé dans une compétition européenne.

## Histoire

### Fondation et débuts
Le Rozwój Katowice est officiellement créé le 27 novembre 1925, prenant la suite du Sokół Katowice-Brynów, fondé en 1919.

### Accède à la deuxième division
En 2015, le Rozwój Katowice se classe troisième de troisième division grâce à une meilleure différence de points particulière sur le Raków Częstochowa, son premier poursuivant. Il accède ainsi pour la première fois de son histoire à la deuxième division et y rejoint le GKS Katowice.

## Anciens joueurs
Le club a formé deux internationaux polonais, Tomasz Zdebel, natif de Katowice et passé également par le GKS, mais aussi Arkadiusz Milik, qui joue actuellement à l'Olympique de Marseille.